# Herman Branson

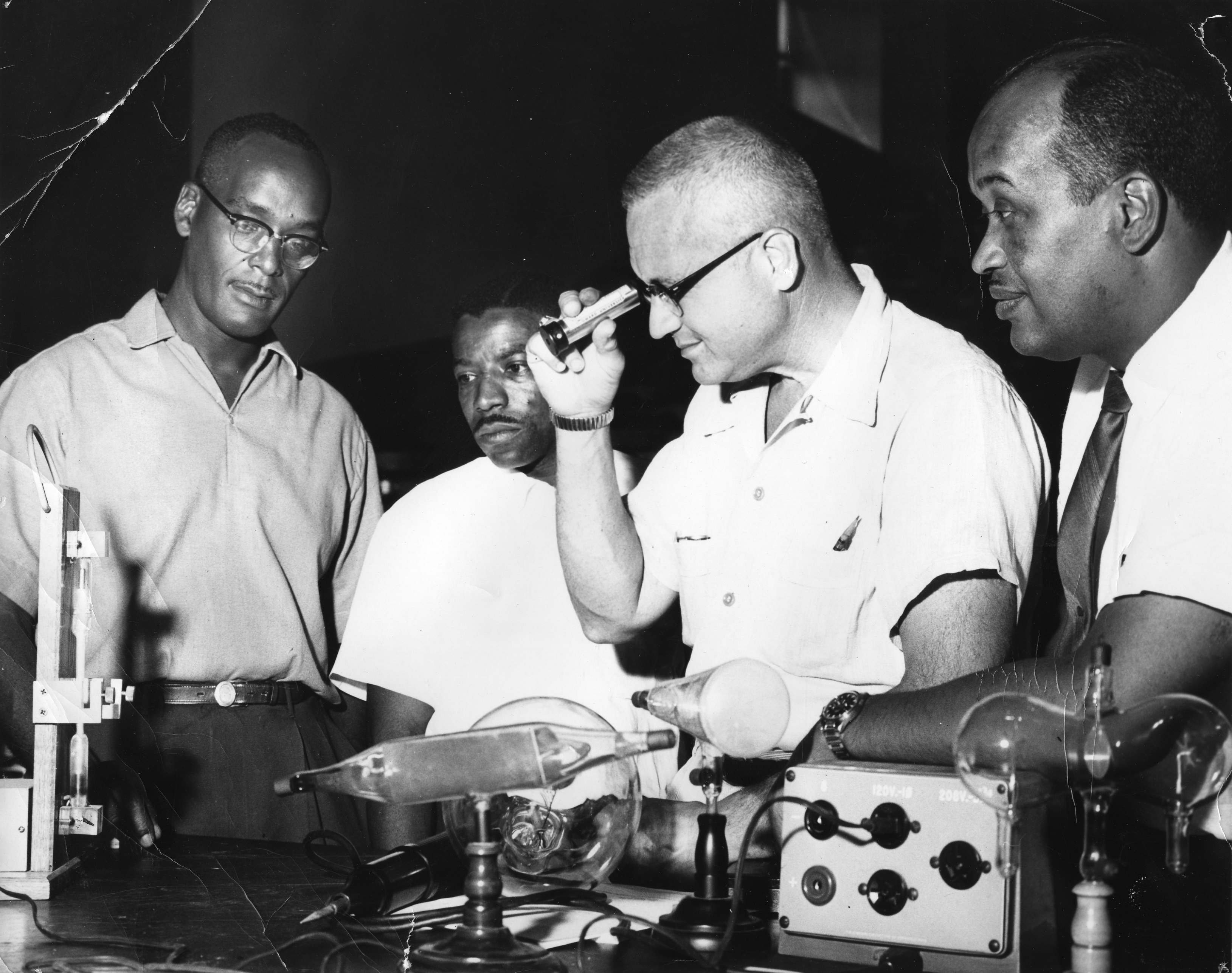
Herman Branson (rechts) mit dem Physiker Julius Taylor (links) und weiteren Kollegen (Morgan State University, 1960)

Herman Russell Branson (* 14. August 1914 in Pocahontas, Virginia; † 7. Juni 1995) war ein US-amerikanischer Physiker (Biophysik) und Chemiker.
Branson studierte am Virginia State College mit dem Bachelor-Abschluss 1936 und an der University of Cincinnati, an der er 1939 in Physik bei Boris Podolsky promoviert wurde. Mit Podolsy veröffentlichte er auch 1940 über die Quantisierung der Masse. Als Post-Doktorand war er an der Dillard University in New Orleans. Ab 1941 war er Assistant Professor für Physik und Chemie an der Howard University. 1944 erhielt er eine volle Professur für Physik und stand der Physikfakultät 1941 bis 1968 vor. 1968 wurde er Präsident der Central State University und 1970 Präsident der Lincoln University. 1985 ging er in den Ruhestand.
Ab 1948 war er zu einem Gastaufenthalt am Caltech bei Linus Pauling und wirkte dort um 1951 an einigen der grundlegenden Veröffentlichungen zur Sekundärstruktur von Proteinen von Pauling und Robert B. Corey mit (Alpha-Helix, Beta-Faltblatt). Er hatte Forschungsschwerpunkte in der Proteinstruktur und mathematischen Biologie, befasste sich mit Informationstheorie in der Molekularbiologie, Modellierung des Blutflusses in Arterien, Verwendung radioaktiver Isotope in Transport-Studien in der Biologie und physikochemischen Studien der Sichelzellenanämie.
Ab 1972 war er Mitglied des National Research Council.